# رويدا المعايطة
رويدا محمود خليل المعايطة (1955-) سياسية أردنية ولدت في الكرك في الأردن .عيّنت عام 2003 في مجلس الأعيان الأردني، واستمرت عضويتها حتى 2009. تولّت رئاسة الجامعة الهاشمية مرتين الأولى عام 2002 والثانية عام 2010
تولت وزارة التنمية الاجتماعية في الفترة من أيلول (سبتمبر 2002) وحتى تشرين الأول (أكتوبر) 2003، ثم تولت المنصب مرة أخرى في الفترة من حزيران (يوليو) حتى تشرين الثاني (نوفمبر) 2005، وفي نفس العام تولت وزارة الدولة لمراقبة الأداء الحكومي، وكانت وزارة التعليم العالي والبحث العلمي آخر منصب وزاري تتولاه عام 2011. 

## المؤهلات العلمية
حصلت رويدة المعايطة على درجتي الماجستير والدكتوراة من جامعة تولين في الولايات المتحدة في الصحة العامة؛ ثم حصلت على شهادة بعد الدكتوراة في الإدارة من جامعة لويزيانا.

## المناصب
عملت مستشارة للأميرة منى الحسين للصحة وتنمية المجتمع، كما كانت أول أردنية تتولى إدارة مستشفى تعليمي عام هو مستشفى الملك المؤسس عبدالله الجامعي. كانت الدكتورة رويدة أول سيدة تترأس المجلس التنفيذي لمنظمة المرأة العربية التابعة لجامعة الدول العربية فور إنشائها.
شاركت الدكتورة المعايطة في أكثر من 300 مؤتمر عالمي، وأسست وأدارت المركز المتعاون مع منظمة الصحة العالمية. وكانت عضواً في عددٍ من المجالس واللجان، منها اللجنة التنسيقية العالمية للبرلمانيات حول حماية الطفل والشباب، لجنة شئون السياحة والتراث، لجنة شئون السكان والتنمية.
نالت الدكتورة رويدة جائزة شومان للشباب العلماء العرب لعام 1995 في العلوم الطبية.